# Свети Николай (Търговище, Сърбия)
 Тази статия е за църквата във вранското село Търговище.  За църквата във видинското вижте Свети Николай (Търговище).  
„Свети Николай“ (на сръбски: Храм св. оца Николаја) е православна църква във вранското село Търговище, югоизточната част на Сърбия. Част е от Вранската епархия на Сръбската православна църква.
Църквата е построена в 1939 година в центъра на селото и е използвана като параклис до 1974 година, докогато край нея е имало болница. По-късно е превърната в изкупен пункт, а след това в склад за дърва. В 1987-1988 година тече съдебен процес за собствеността на сградата, който е спечелен от православната църква и сградата отново става храм. Осветена е в 1997 година, откогато отново започва да работи като храм.
В архитектурно отношение еднокорабен храм с притвор и купол. Покривът е с плочи. Иконостасът има 36 икони.